# Rathaus Krempe

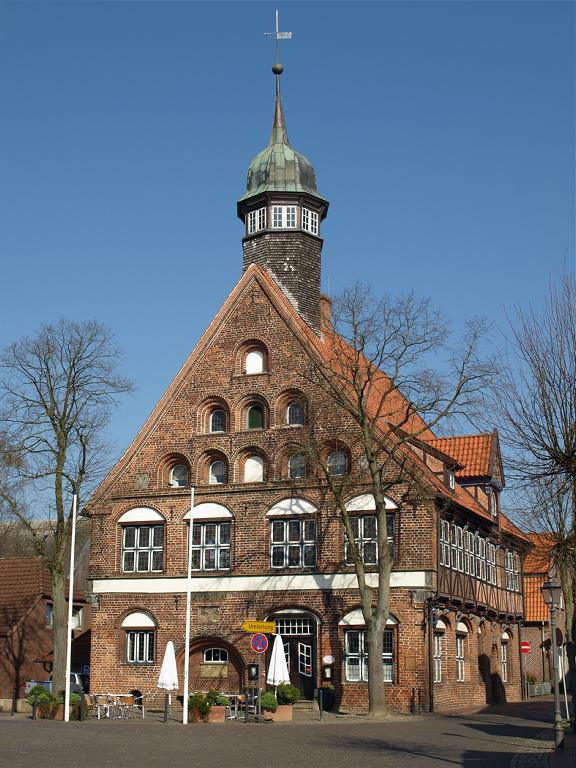
Giebelansicht (Südseite)

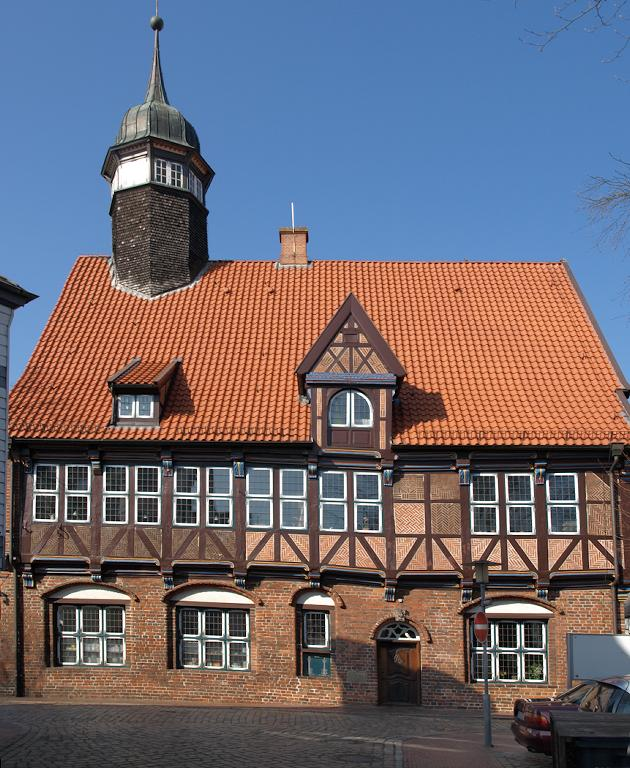
Traufenseite (Ostseite)

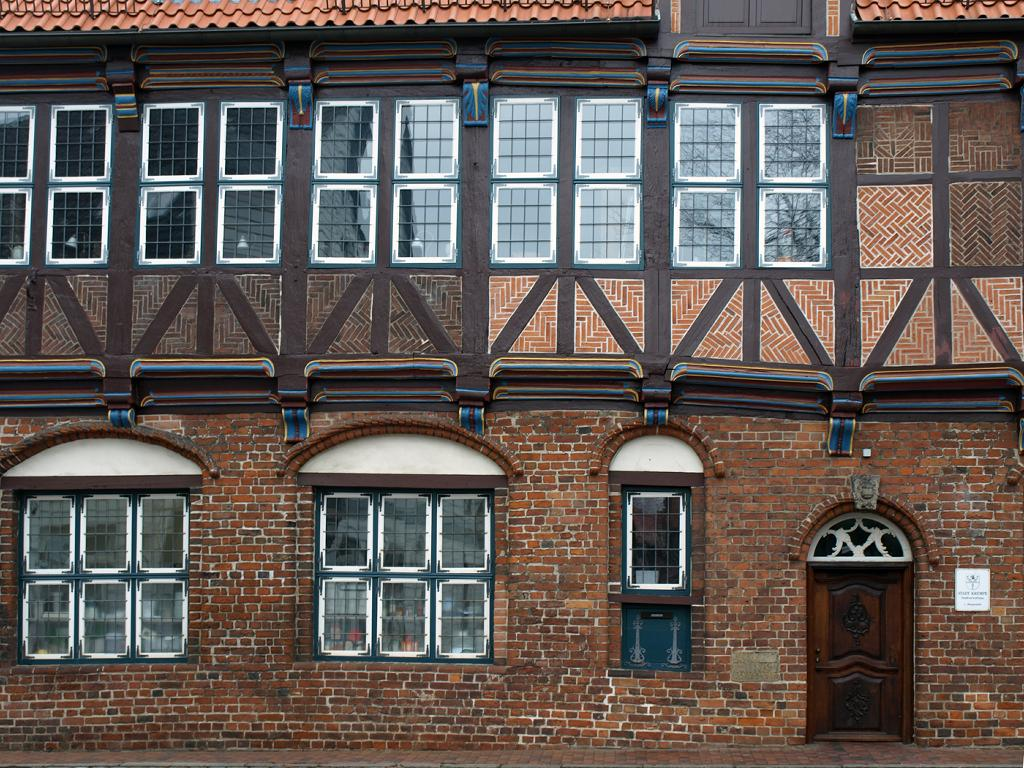
Ostwand im Detail mit Nebentür

Das historische Rathaus von Krempe steht im Zentrum der kleinsten Stadt Holsteins im Kreis Steinburg. Seine reich gegliederte Südseite ist als Schauseite auf den Marktplatz ausgerichtet, die Rückseite zur ehemals schiffbaren Kremper Au, die jetzt verrohrt ist. Das Rathaus ist einer der bedeutendsten Profanbauten der Backsteinrenaissance in Schleswig-Holstein und legt Zeugnis ab von der wirtschaftlichen Blütezeit Krempes im 15. und 16. Jahrhundert.

## Das Bauwerk

### Baugeschichte
Das Rathaus wurde 1570 in wirtschaftlich prosperierender Zeit am Marktplatz der Festungsstadt erbaut. Es handelt sich um einen zweigeschossigen Backsteinbau über annähernd quadratischem Grundriss, der ursprünglich mit einem Treppengiebel verziert war vor einem hohen, mit schwarzen Schindeln gedeckten Satteldach. Die repräsentative Schauseite des Gebäudes war vollständig mit Backsteinen aufgemauert und zum Markt gerichtet. Hier befand sich der Eingang zum Ratskeller, für den der Rat der Stadt das Schankprivileg für Hamburger Bier und Wein besaß. Der Zugang zum Erdgeschoss und in die oberen Stockwerke erfolgte durch die noch vorhandene Tür an der Ostseite des Gebäudes. Die rückwärtige Halle und das Dachgeschoss dienten als Lagerflächen für die Händler der Stadt und konnten über das zur Kremper Au gewandte Tor be- und entladen werden.
1784 wurde der Bau vereinfachend erneuert, wobei der Treppengiebel entfernt wurde und das Dach mit roten Ziegeln gedeckt und mit einem achteckigen Dachreiter bekrönt worden ist. Dessen Schaft ist im unteren Teil mit Schindeln verkleidet und enthält im oberen Teil rundum Aussichtsfenster. Seine karnisförmig geschwungene Haube ist kupfergedeckt. Auf der Marktseite wurde der Zugang zum Ratskeller zugemauert und stattdessen ein Eingang zum Erdgeschoss an Stelle des linken Fensters der Stadtkämmerei eingefügt. Er enthält noch heute die geschwungene barocke Tür.
1908/09 wurde das Rathaus rekonstruiert.

### Südliche Giebelfront
Der Südgiebel bildet die Schauseite. Der Haupteingang mit barocker Haustür mit Oberlicht stammt von 1784. Die breite Sitzniesche links daneben wurde 1908 anstelle eines ursprünglich vorhandenen Portals eingefügt. Darüber befindet sich ein Doppelwappenstein mit den Wappen von Landesherrschaft und Stadt sowie eine Inschrift mit der Jahreszahl 1570. Vier sechsteilige, bleiverglaste Fenster mit Stichbogenblende gliedern das Obergeschoss. Die Giebelfläche darüber weist neun Rundbogenöffnungen auf, von denen die mittleren verblendet sind. Die Öffnungen sind durch Wülste mehrfach profiliert.

### Nordgiebel und Seitenfronten
- Die nördliche Giebelseite ist vollständig in Fachwerkbauweise ausgeführt. Sie wurde 1908 vollständig erneuert.
- Das vorkragende Obergeschoss der Seitenfronten zeigt Fachwerk mit Füllziegelmustern, profilierten Schwellbalken und reich gestalteten Konsolen.
- Das seitliche Untergeschoss ist massiv gemauert. Die Fenster an der Straßenseite sind wie an der Marktseite von Stichbogenblenden überwölbt.

### Galerie

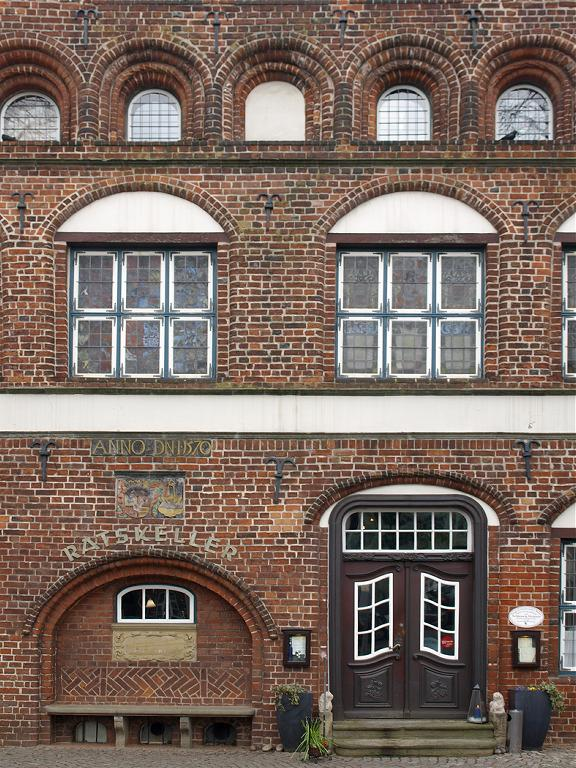
Südgiebel mit barocker Eingangstür, Sitznische und Wappentafel
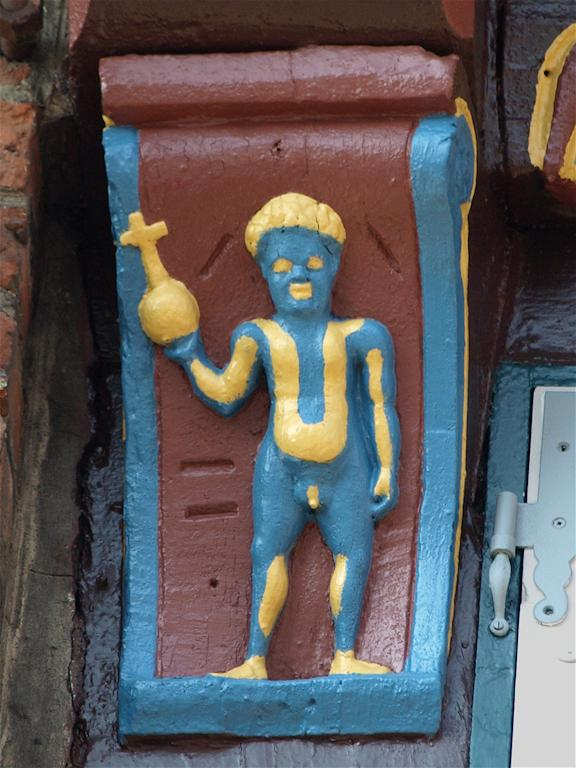
Schnitzfigur an der Ostseite: Geistlicher
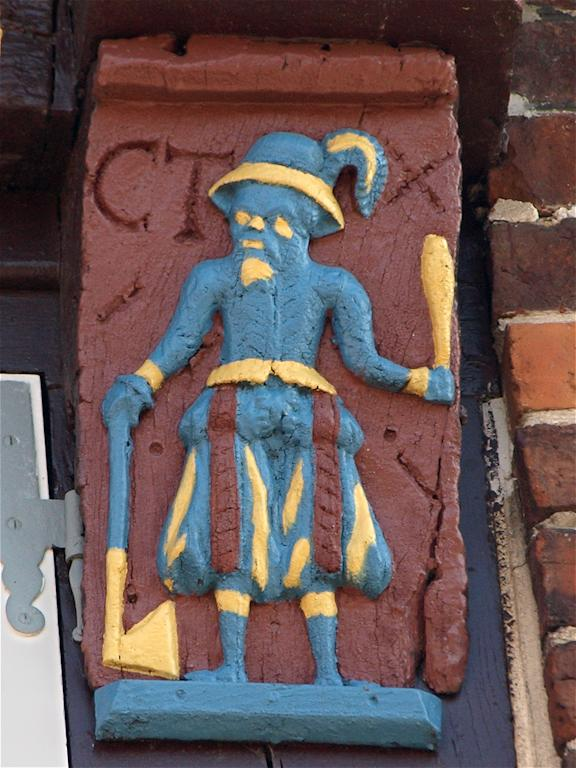
Schnitzfigur an der Westseite: Wilder Mann

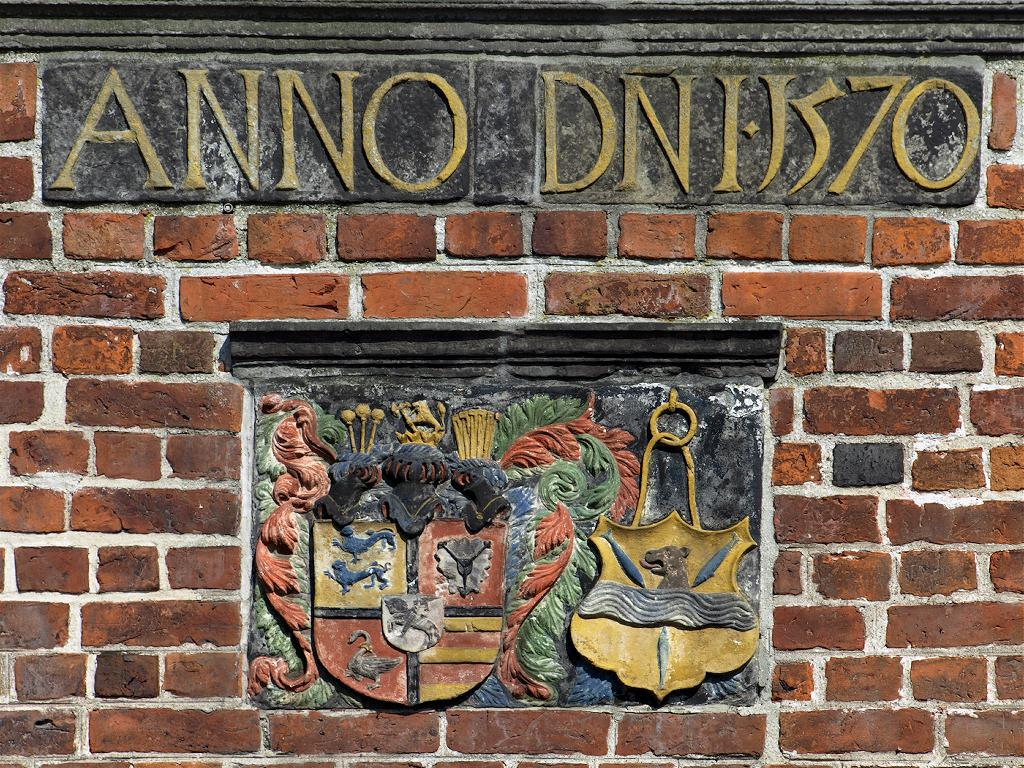
Jahreszahl und Wappen von Landesherrschaft und Stadt
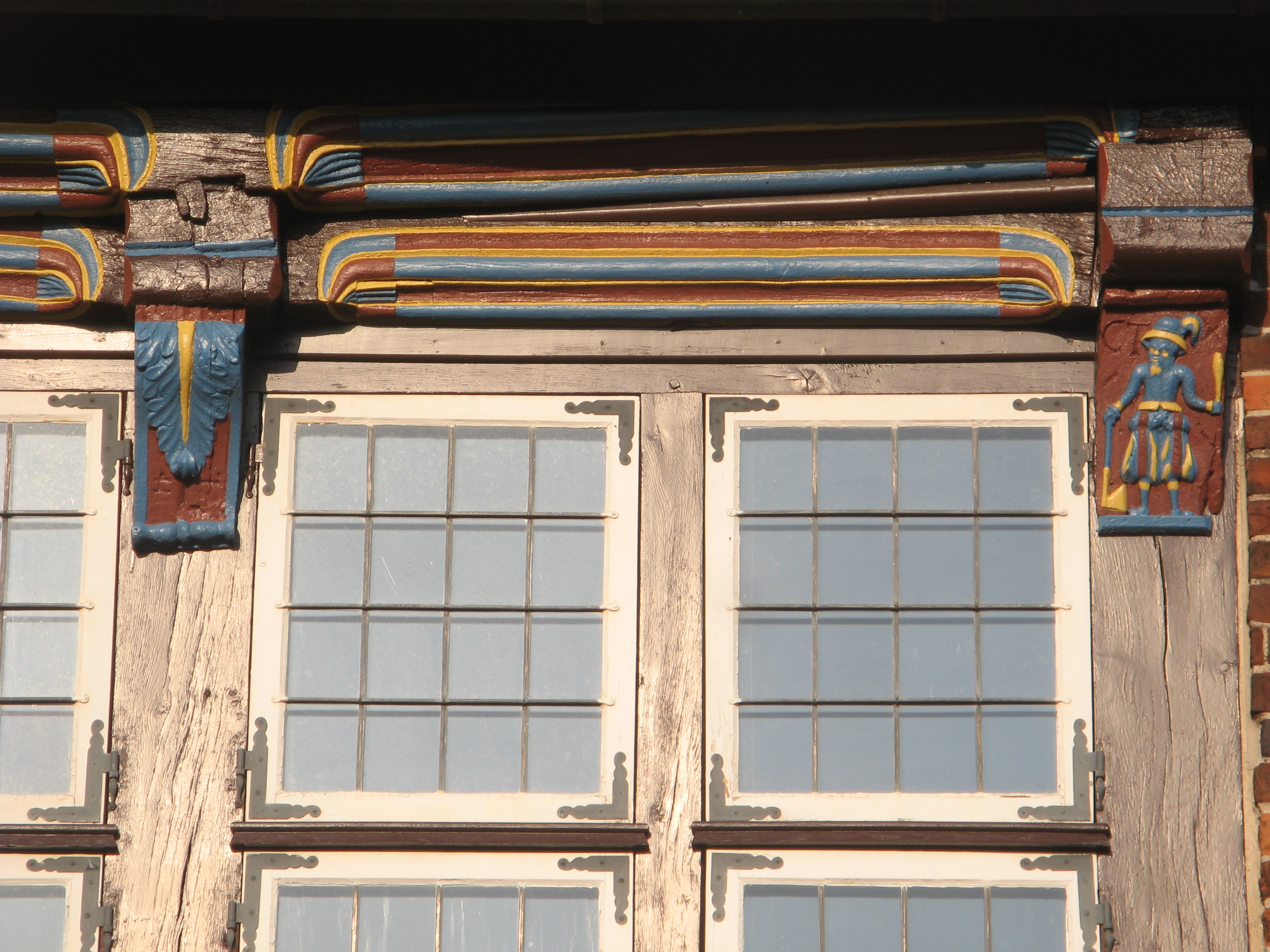
Schwellbalken mit Schnitzwerk an der Westwand
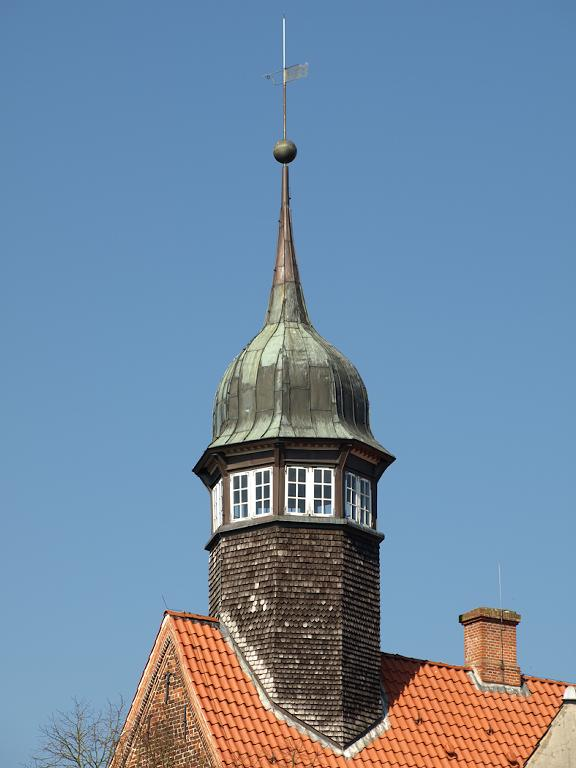
Der schindelverkleidete Dachreiter mit Kupferdeckung

## Rückseite

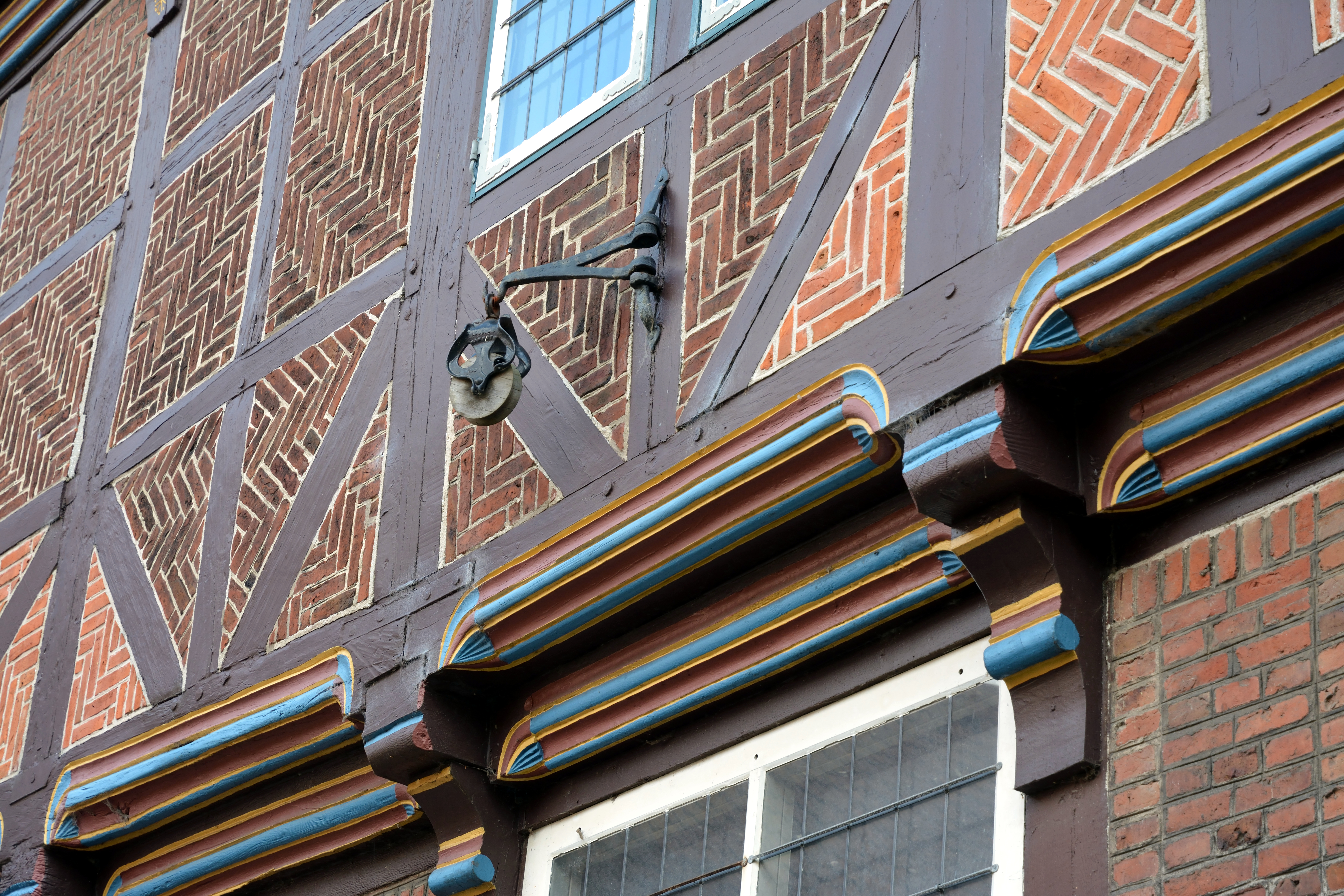
Eine Seilrolle erinnert an die Kremper Au, da Teile des Rathauses auch als Warenlager genutzt wurde

## Inneres und Ausstattung
Das Erdgeschoss ist unterteilt in den Ratskeller auf der Marktseite und die Rathaushalle auf der Nordseite. Von der Halle führt eine Wendeltreppe zum Obergeschoss mit zwei großen Sälen, dem Ratssaal und dem Sitzungssaal. Die Wände sind dekorativ ausgemalt in der Art des beginnenden 17. Jahrhunderts – größtenteils 1908 ausgebessert und erneuert.
- An der Tür befindet sich die Malerei eines keulenschwingenden Wilden Mannes. Auf einem Schriftband darüber ist folgende Inschrift zu lesen: „Sta dar buten, ick sla di up de snuten - anno 1570“
- Ein Kamin wurde 1908 neu eingebaut. Er trägt auf einem Gesimsstreifen fünf barocke Reliefs zu Moses. Das Kamingitter zeigt auf einer Gusseisenplatte die Darstellung von Perseus, der Andromeda befreit.